# Poeciloscarta rubripennis
Poeciloscarta rubripennis är en insektsart som beskrevs av Victor Antoine Signoret 1854. Poeciloscarta rubripennis ingår i släktet Poeciloscarta och familjen dvärgstritar. Inga underarter finns listade i Catalogue of Life.